# Аккаргінський рудник
Аккаргінський рудник – гірничодобувне підприємство у Оренбурзькій області Росії.
Вперше розробку Аккаргінського хромітового родовища організували у 1930-х роках, коли на кількох покладах («виходах») працювали кар’єри (зокрема, відомо про кар’єри «вихід 16-20» та «вихід 31-32»). Всього в 1930-х вилучили біля 80 тисяч тон хромітів, при цьому у підсумку провідна роль перейшла до розташованих неподалік у Казахстані хромітових родовищ Південно-Кемпірсайського масиву, де у 1938 почав роботу кар’єр «Гігант», який вже в 1939-му видав понад 170 тисяч тон руди.
В 2015 – 2020 роках дорозвідку родовища провела компанія «Аккаргінські хроміти», що після цього почала розробку. Затверджені запаси її ділянки первісно оцінили у 292 тисяч тон хромітів із вмістом Cr2O3 від 40% до 54%. Споживачами хромітів, зокрема, виступають розташовані у тій же Оренбурзькій області Буруктальський завод феросплавів (в 2023-му перепрофілійований з феронікелю на ферохром) та Новотроїцький завод хромових сполук.